# خط بالکان
خط بالکان به (روسی:Балканский рубеж) و (صربی: Балканска међа) یک فیلم اکشن محصول روسیه، صربستانی در سال ۲۰۱۹ می‌باشد.

## بازیگران
- آنتون پامپوشنی
- گوشا کوتسنکو
- میلوش بیکویچ
- میلنا رادولوویچ
- گویکو میتیچ
- نوداری جانلیدز
- راوشانا کورکووا
- امیر کوستوریتسا